# Thallarcha bivinculata
Thallarcha bivinculata är en fjärilsart som beskrevs av Van Eecke 1920. Thallarcha bivinculata ingår i släktet Thallarcha och familjen björnspinnare. Inga underarter finns listade i Catalogue of Life.